# Enzo Borletti
Enzo Borletti Acevedo (Lima, 28 de enero de 2004) es un futbolista peruano. Juega como centrocampista y su equipo actual es FC Cajamarca de la Liga 2 de Perú.

## Estadísticas
Actualizado al último partido disputado el 14 de marzo de 2024
| Club                       | Div.          | Temporada     | Liga  | Liga  | Copas nacionales | Copas nacionales | Copas internacionales | Copas internacionales | Total | Total |
| Club                       | Div.          | Temporada     | Part. | Goles | Part.            | Goles            | Part.                 | Goles                 | Part. | Goles |
| -------------------------- | ------------- | ------------- | ----- | ----- | ---------------- | ---------------- | --------------------- | --------------------- | ----- | ----- |
| Alianza Lima · Perú        | 1.ª           | 2023          | 2     | 0     | —                | —                | —                     | —                     | 2     | 0     |
| Alianza Lima · Perú        | Total club    | Total club    | 2     | 0     | 0                | 0                | 0                     | 0                     | 2     | 0     |
| Comerciantes Unidos · Perú | 1.ª           | 2024          | 6     | 0     | —                | —                | —                     | —                     | 6     | 0     |
| Comerciantes Unidos · Perú | Total club    | Total club    | 6     | 0     | 0                | 0                | 0                     | 0                     | 6     | 0     |
| FC Cajamarca · Perú        | 2.ª           | 2025          | 0     | 0     | —                | —                | —                     | —                     | 0     | 0     |
| FC Cajamarca · Perú        | Total club    | Total club    | 0     | 0     | 0                | 0                | 0                     | 0                     | 0     | 0     |
| Total carrera              | Total carrera | Total carrera | 8     | 0     | 0                | 0                | 0                     | 0                     | 8     | 0     |